# Revocata dos Passos Figueiroa de Melo
Revocata dos Passos Figueiroa de Melo (? — ?) foi uma escritora brasileira.
Filha do jornalista português Manuel dos Passos Figueiroa e da rio-grandense Ana Cândida da Rocha, Revocata ficou orfã de pai cedo. Nascida em uma família amante das letras,  Revocata dos Passos Figueiroa de Melo foi irmã da também escritora Amália dos Passos Figueiroa e mãe das intelectuais Julieta de Melo Monteiro e Revocata Heloísa de Melo, filhas de seu casamento com João Correia de Melo.